# Batalha (Piauí)
Batalha  este un oraș în statul Piauí (PI), Brazilia.